# John MacMillan
John Stewart MacMillan, född 25 oktober 1935, är en kanadensisk före detta professionell ishockeyforward som tillbringade fem säsonger i den nordamerikanska ishockeyligan National Hockey League (NHL), där han spelade för Toronto Maple Leafs och Detroit Red Wings. Han producerade 15 poäng (fem mål och tio assists) samt drog på sig 32 utvisningsminuter på 104 grundspelsmatcher.
MacMillan spelade också för San Diego Gulls i Western Hockey League (WHL); Rochester Americans och Pittsburgh Hornets i American Hockey League (AHL); Memphis Wings och St. Paul Rangers i Central Professional Hockey League (CPHL) samt Denver Pioneers i National Collegiate Athletic Association (NCAA).
Han vann Stanley Cup för säsongerna 1961–1962 och 1962–1963.

## Statistik
| Källa: Utv = Utvisningsminuter | Källa: Utv = Utvisningsminuter | Källa: Utv = Utvisningsminuter |             | Grundserie  | Grundserie  | Grundserie  | Grundserie  | Grundserie  |             | Slutspel    | Slutspel    | Slutspel    | Slutspel    | Slutspel    |             |
| Säsong                         | Lag                            | Liga                           | Matcher     | Mål         | Assists     | Poäng       | Utv         | Matcher     | Mål         | Assists     | Poäng       | Utv         |             |             |             |
| ------------------------------ | ------------------------------ | ------------------------------ | ----------- | ----------- | ----------- | ----------- | ----------- | ----------- | ----------- | ----------- | ----------- | ----------- | ----------- | ----------- | ----------- |
| 1952–1953                      | Crows Nest Coalers             | WCJHL                          | 1           | 0           | 0           | 0           | 0           | —           | —           | —           | —           | —           |             |             |             |
| 1953–1954                      | Lethbridge Native Sons         | WCJHL                          | 28          | 5           | 9           | 14          | 12          | 4           | 0           | 0           | 0           | 2           |             |             |             |
| 1954–1955                      | Lethbridge Native Sons         | WCJHL                          | 37          | 5           | 11          | 16          | 24          | 3           | 0           | 3           | 3           | 0           |             |             |             |
| 1955–1956                      | Lethbridge Native Sons         | WCJHL                          | 45          | 27          | 27          | 54          | 34          | 9           | 4           | 6           | 10          | 6           |             |             |             |
| 1956–1957                      | Denver Pioneers                | NCAA                           | Spelade ej. | Spelade ej. | Spelade ej. | Spelade ej. | Spelade ej. | Spelade ej. | Spelade ej. | Spelade ej. | Spelade ej. | Spelade ej. | Spelade ej. | Spelade ej. | Spelade ej. |
| 1957–1958                      | Denver Pioneers                | NCAA                           | 37          | 19          | 12          | 31          | 50          | —           | —           | —           | —           | —           |             |             |             |
| 1958–1959                      | Denver Pioneers                | NCAA                           | 28          | 16          | 25          | 41          | 32          | —           | —           | —           | —           | —           |             |             |             |
| 1959–1960                      | Denver Pioneers                | NCAA                           | 34          | 30          | 25          | 55          | 34          | —           | —           | —           | —           | —           |             |             |             |
| 1960–1961                      | Toronto Maple Leafs            | NHL                            | 31          | 3           | 5           | 8           | 8           | 4           | 0           | 0           | 0           | 0           |             |             |             |
|                                | Rochester Americans            | AHL                            | 38          | 8           | 7           | 15          | 14          | —           | —           | —           | —           | —           |             |             |             |
| 1961–1962                      | Toronto Maple Leafs            | NHL                            | 31          | 1           | 0           | 1           | 8           | 3           | 0           | 0           | 0           | 0           |             |             |             |
|                                | Pittsburgh Hornets             | AHL                            | 33          | 6           | 10          | 16          | 25          | —           | —           | —           | —           | —           |             |             |             |
| 1962–1963                      | Toronto Maple Leafs            | NHL                            | 6           | 1           | 1           | 2           | 6           | 1           | 0           | 0           | 0           | 0           |             |             |             |
|                                | Rochester Americans            | AHL                            | 57          | 22          | 23          | 45          | 37          | —           | —           | —           | —           | —           |             |             |             |
| 1963–1964                      | Toronto Maple Leafs            | NHL                            | 13          | 0           | 0           | 0           | 4           | —           | —           | —           | —           | —           |             |             |             |
|                                | Pittsburgh Hornets             | AHL                            | 31          | 4           | 8           | 12          | 8           | 5           | 1           | 1           | 2           | 0           |             |             |             |
|                                | Detroit Red Wings              | NHL                            | 20          | 0           | 3           | 3           | 6           | 4           | 0           | 1           | 1           | 2           |             |             |             |
| 1964–1965                      | Detroit Red Wings              | NHL                            | 3           | 0           | 1           | 1           | 0           | —           | —           | —           | —           | —           |             |             |             |
|                                | Memphis Wings                  | CPHL                           | 61          | 17          | 20          | 37          | 43          | —           | —           | —           | —           | —           |             |             |             |
|                                | St. Paul Rangers               | CPHL                           | 3           | 0           | 0           | 0           | 6           | —           | —           | —           | —           | —           |             |             |             |
| 1965–1966                      | Memphis Wings                  | CPHL                           | 64          | 12          | 14          | 26          | 29          | —           | —           | —           | —           | —           |             |             |             |
| 1966–1967                      | San Diego Gulls                | WHL                            | 71          | 20          | 26          | 46          | 76          | —           | —           | —           | —           | —           |             |             |             |
| 1967–1968                      | San Diego Gulls                | WHL                            | 72          | 12          | 32          | 44          | 61          | 7           | 0           | 0           | 0           | 4           |             |             |             |
| 1968–1969                      | San Diego Gulls                | WHL                            | 74          | 22          | 38          | 60          | 55          | 7           | 3           | 0           | 3           | 4           |             |             |             |
| 1969–1970                      | San Diego Gulls                | WHL                            | 71          | 19          | 48          | 67          | 35          | 6           | 4           | 3           | 7           | 0           |             |             |             |
| 1970–1971                      | San Diego Gulls                | WHL                            | 72          | 12          | 23          | 35          | 31          | 6           | 0           | 0           | 0           | 2           |             |             |             |
| NHL totalt                     | NHL totalt                     | NHL totalt                     | 104         | 5           | 10          | 15          | 32          | 12          | 0           | 1           | 1           | 2           |             |             |             |
| WHL totalt                     | WHL totalt                     | WHL totalt                     | 360         | 85          | 167         | 252         | 258         | 26          | 7           | 3           | 10          | 10          |             |             |             |
| AHL totalt                     | AHL totalt                     | AHL totalt                     | 159         | 40          | 48          | 88          | 84          | 5           | 1           | 1           | 2           | 0           |             |             |             |
| CPHL totalt                    | CPHL totalt                    | CPHL totalt                    | 128         | 29          | 34          | 63          | 78          | —           | —           | —           | —           | —           |             |             |             |
| NCAA totalt                    | NCAA totalt                    | NCAA totalt                    | 99          | 65          | 62          | 127         | 116         | —           | —           | —           | —           | —           |             |             |             |